# Mathurin Le Lyonnais
Mathurin Le Lyonnais ou le Lionnais (mort le 5 mai 1488) est un ecclésiastique breton qui fut abbé de Saint Mélaine à Rennes de 1448 à 1474.

## Carrière
Mathurin le Lyonnais religieux à l'abbaye de Saint-Jacut est élu abbé en 1448. Il doit faire face aux intrigues du cardinal Guillaume d'Estouteville qui s'était également fait pourvoir de l'abbaye bien qu'il soit déjà titulaire en commende de plusieurs évêchés et abbayes. Le 11 octobre il prête serment auprès de l'évêque de Rennes. En 1449, un conflit de préséance l'oppose à l'abbesse de Saint-Georges de Rennes et aux archidiacres de Rennes et du Désert qui lui disputent la prééminence lors des cérémonies publiques. Une concertation prévoit que les parties doivent s'en rapporter à l'arbitrage des évêques de Rennes et de Vannes ainsi qu'à Robert d'Espinay Grand-maitre de la maison ducale et aux sénéchaux de Rennes et Vannes. Ces derniers confirment la préséance de l'abbé après celle de l'évêque et qu'en l'absence de ce dernier l'abbé et le premier dignitaire du chapitre devront porter ensemble le Saint-Sacrement. Le conflit de préséance rebondi cependant en 1453 et Mathurin le Lyonnais doit se rendre à Rome pour demander justice au souverain pontife. L'affaire se termine finalement par un accord conclu à Châteaubriant le 28 mars 1457 sur intervention du duc Pierre II de Bretagne
En 1471 Le pape Sixte IV confirme ses privilèges à l'abbé Mathurin le Lyonnais et le nomme la même année évêque in partibus de Chytri (de). Ce dernier n'en exerce pas moins le népotisme et en 1474 il résigne son abbatiat en faveur de son neveu Jean le Lyonnais.
Il meurt le 5 mai 1488 et est inhumé dans la chapelle Sainte Anne de son église abbatiale.

## Armoiries
D'argent à trois lions de sable.